# Michail Pletnjov

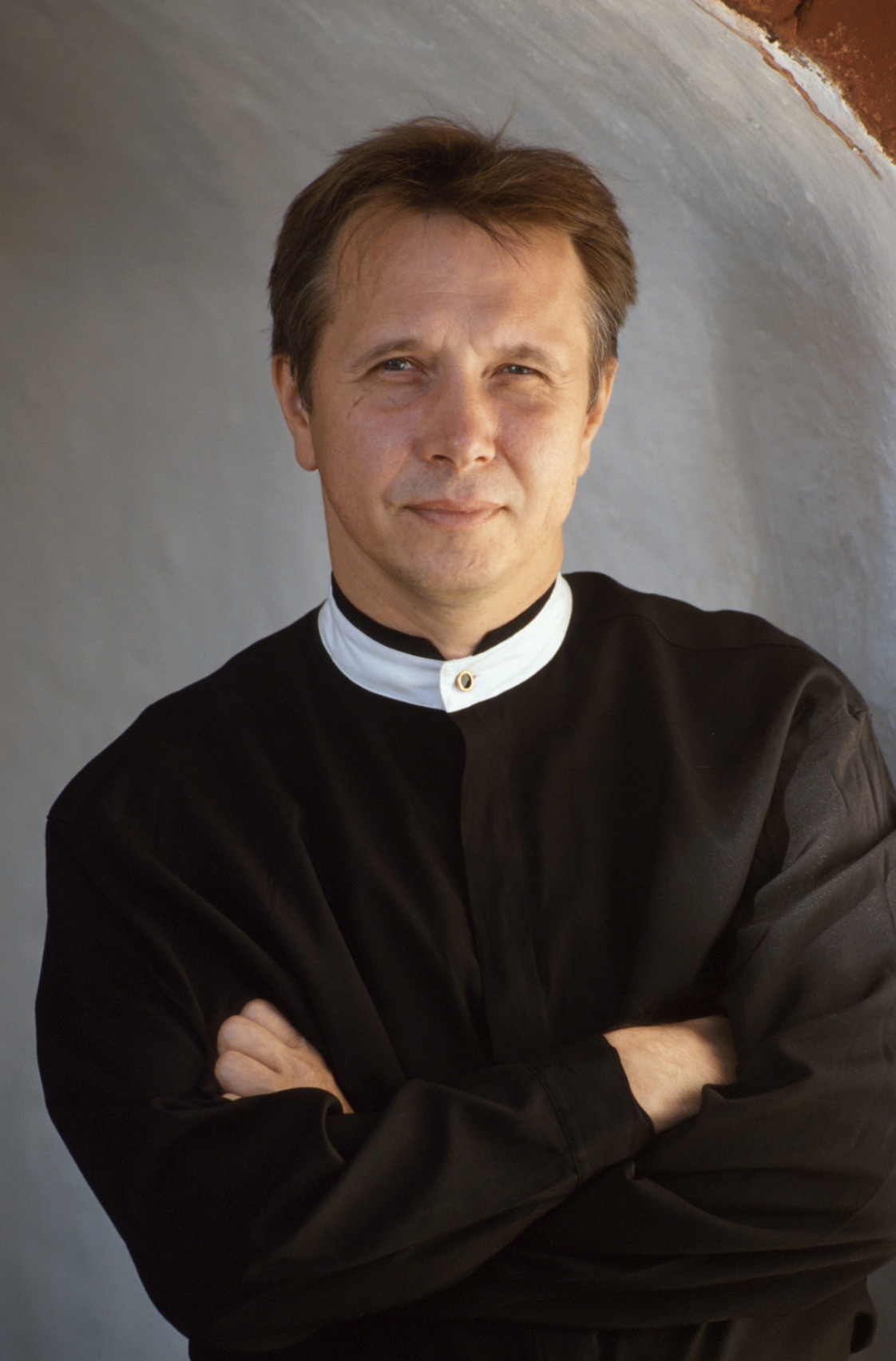
Michail Pletnjov in 2007

Michail Vasiljevitsj Pletnjov (Russisch: Михаил Васильевич Плетнёв) (Archangelsk, 14 april 1957) is een Russische pianist, dirigent en componist.
De familie van Michail Pletnjov kan zonder meer als muzikaal worden omschreven: zijn vader speelde en gaf les op de accordeon, zijn moeder deed hetzelfde op de piano. Hij ging naar de Centrale School voor Muziek toen hij dertien was en in 1974 ging hij naar het Moskou Conservatorium, waar hij les kreeg van de beroemde pianisten en leraren Jacob Flier en Lev Vlasenko. Hij won de Gouden Medaille van het zesde Internationaal Tsjaikovski-concours  in 1978, waardoor hij internationale erkenning verwierf en wereldwijd de aandacht trok. Het jaar daarop maakte hij zijn debuut in de Verenigde Staten. Hij geeft ook les aan het Conservatorium van Moskou.
In 1988 werd hij uitgenodigd om op te treden op de conferentie van grootmachten in Washington, D.C.. Op deze conferentie raakte hij bevriend met Michail Gorbatsjov. Vanwege deze vriendschap won hij de nodige ondersteuning om twee jaar later het Russisch Nationaal Orkest op te richten (in 1990), het eerste onafhankelijke orkest in Rusland sinds 1917 dat niet door de overheid gesubsidieerd werd, en waarvan hij ook de eerste hoofddirigent werd. Die functie legde hij neer aan het eind van de jaren negentig, maar hij is nog steeds de artistiek directeur van het orkest.
De meeste van Pletnjovs opnamen zijn van Russische werken. De eerste composities die hij opnam waren voor orkest, zoals de Schone Slaapster, zesde symfonie en de Manfredsymfonie van Tsjajkovski, en tweede en derde symfonie van Rachmaninov. Al zijn opnamen werden goed ontvangen door de critici. Zijn pianorepertoire is aanzienlijk; het omvat veel Scarlatti sonates, de Schilderijen van een tentoonstelling van Modest Moessorgski en werken van Tsjaikovski, zoals De Seizoenen, en zijn eigen transcripties van suites uit de Notenkraker en de Doornroosje.
Pletnev heeft een exclusief contract met Deutsche Grammophon sinds 1996.

## Prijzen en onderscheidingen
Grammy Award voor de beste kamermuziekuitvoering:
- Martha Argerich & Michail Pletnjov: Prokofiev (arrangement Pletnjov): Assepoester suite voor twee piano’s / Ravel: Ma Mère L'Oye (Grammy Awards 2005)